# Evangelische Kirche (Erbstadt)

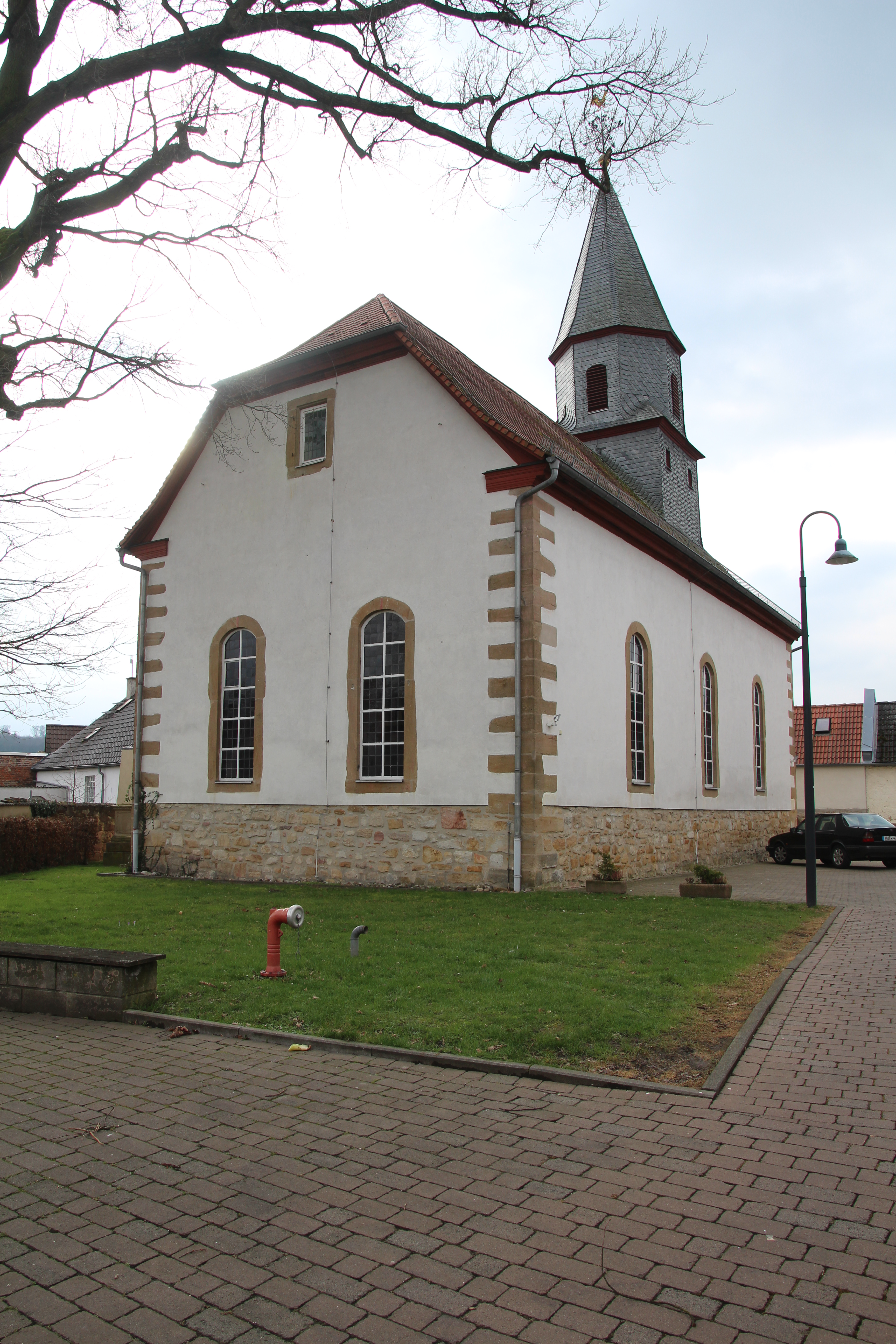
Kirche in Erbstadt von Nordosten

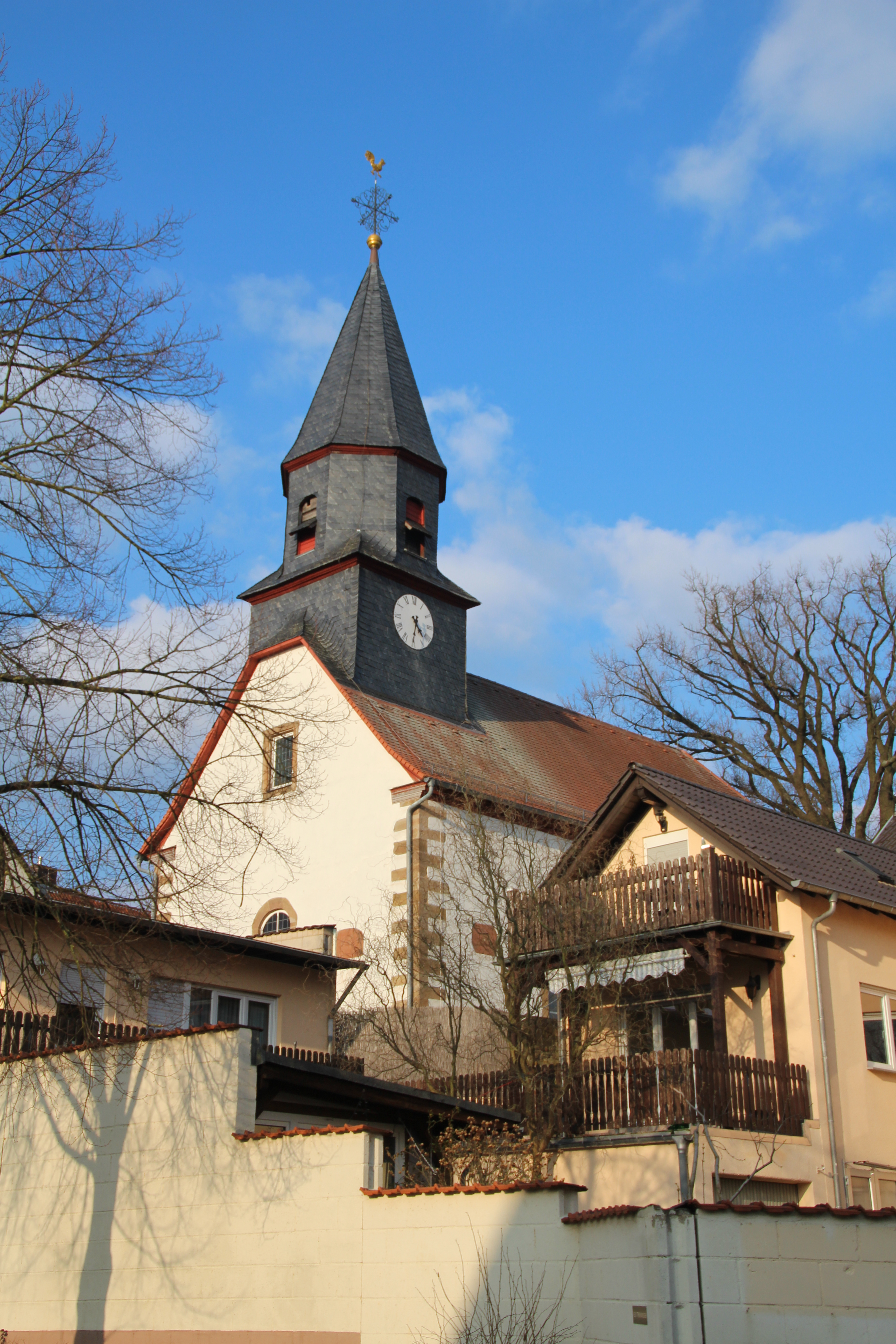
Blick von Südwesten

Die Evangelische Kirche in Erbstadt in der Gemeinde Nidderau im Main-Kinzig-Kreis (Hessen) ist eine Saalkirche, die im Jahr 1744 ihre heutige Gestalt erhalten hat. Die denkmalgeschützte Kirche mit Schopfwalmdach hat einen geraden Chorschluss im Osten und einen Haubendachreiter im Westen.

## Geschichte
Kirchlich unterstand Erbstadt im späten Mittelalter der Sendgerichtsbarkeit von Kloster Ilbenstadt, hatte allerdings einen eigenen Pleban. Erbstadt lag zwar im Bezirk des Dekanats Roßdorf im Archidiakonat von St. Maria ad Gradus in Mainz, das Kloster hatte sich aber in einem Vertrag aus dem Jahr 1404 dieses Recht über mehrere Kirchen gesichert.
Mit Einführung der Reformation wechselte der Ort wohl unter dem Eichener Pfarrer Adam Ludwig ab 1551 zum evangelischen Bekenntnis und wurde Filiale von Eichen. Die Kirchengemeinde nahm 1597 unter Graf Philipp Ludwig II. das reformierte Bekenntnis an. Die Lutheraner des Ortes besuchten seitdem die Gottesdienste in Windecken. Zwar übte Kloster Ilbenstadt bis 1661 das Patronatsrecht weiterhin aus, die Pfarrer mussten sich aber an die jeweilige evangelische Konfession und Ordnung halten. Im Dreißigjährigen Krieg wurde die im 16. Jahrhundert erbaute Kirche 1635 weitgehend zerstört. Übergangsweise verwaltete ein Mönch aus Kloster Ilbenstadt die Pfarrei, der sich aber an evangelische Ordnungen halten musste. Nach Wiederherstellungsarbeiten waren erste gottesdienstliche Handlungen durch einen evangelischen Pfarrer erst wieder ab 1655 möglich. In der Mitte des 17. Jahrhunderts wurde Erbstadt für kurze Zeit eine Filiale von Windecken, kam anschließend aber wieder nach Eichen.
Eine umfassende Erneuerung, die einem Neubau gleichkam, fand 1744 statt. Im Zuge der Hanauer Union wurde die Kirchengemeinde 1818 eine unierte Pfarrei.
Im Jahr 1998 wurde die Kirche renoviert und erhielt an der Südseite drei bunte Bleiglasfenster, die der evangelische Frauenkreis Erbstadt 1997 stiftete.

## Architektur

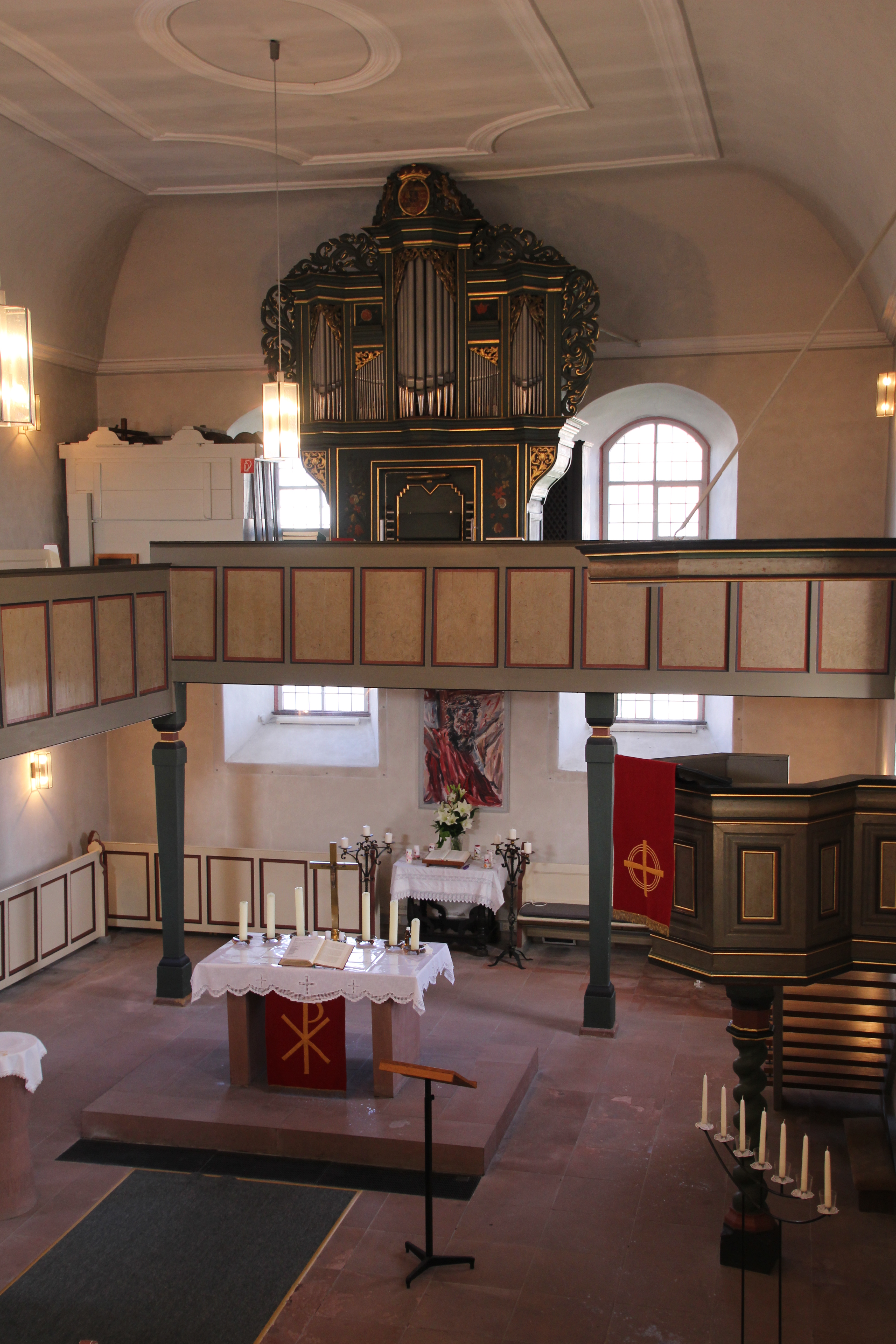
Blick auf den Altarbereich

Die nicht exakt geostete, sondern leicht nach Ost-Nordost ausgerichtete Kirche ist im Ortszentrum aus Bruchsteinmauerwerk errichtet. Sie ist weiß verputzt, nur der Sockelbereich, die Eckquaderung und die sandsteinernen Gewände von Türen und Fenstern mit ihren tiefen Laibungen sind vom Verputz ausgespart. Die schlichte Saalkirche hat einen geraden Ostschluss und wird von einem Schopfwalmdach mit roten Ziegeln bedeckt, dem im Westen ein achtseitiger, grau verschieferter Dachreiter aufgesetzt ist. Über dem kubusförmigen Schaft, an dessen Nord- und Südseite ein weißes Zifferblatt für die Turmuhr angebracht ist, leitet ein vorkragendes Zeitdach zum oktogonalen Glockengeschoss über, in das vier rundbogige Schallöffnungen für das Geläut eingelassen sind. Die Glockenstube beherbergt ein barockes Dreiergeläut, das Johann Peter Bach 1750 (Schlagton es2), 1760 (g2) und 1765 (c2) mit dem Motiv eines Moll-Dreiklangs goss. Der achtseitige Spitzhelm wird von einem Turmknauf, einer reich verzierten schmiedeeisernen Windrose und einem vergoldeten Wetterhahn bekrönt.
Die Kirche wird durch ein Portal im Westen erschlossen. Die profilierten Gewände ruhen auf glatten Sockelsteinen. Das mittige Rundbogenportal mit Schlussstein im Süden ist heute vermauert und dient innen als Wandschrank. Große barocke Korbbogenfenster belichten den Innenraum, drei an den beiden Langseiten, zwei im Osten und eins im Westen. Unterhalb der abgewalmten Traufe an den Schmalseiten ist jeweils ein kleines hochrechteckiges Fenster eingelassen. An der südlichen Westseite ist eine Bauinschrift eingelassen, die folgende Inschrift trägt: „ERB. 16. JH / ZERST. 1635 / ERB. 1728 / RENOV. 1998“. Die Sandsteintafel ist Teil der ursprünglichen mittelalterlichen Mensaplatte, von der ein zweites Fragment an der westlichen Südseite eingemauert ist.

## Ausstattung

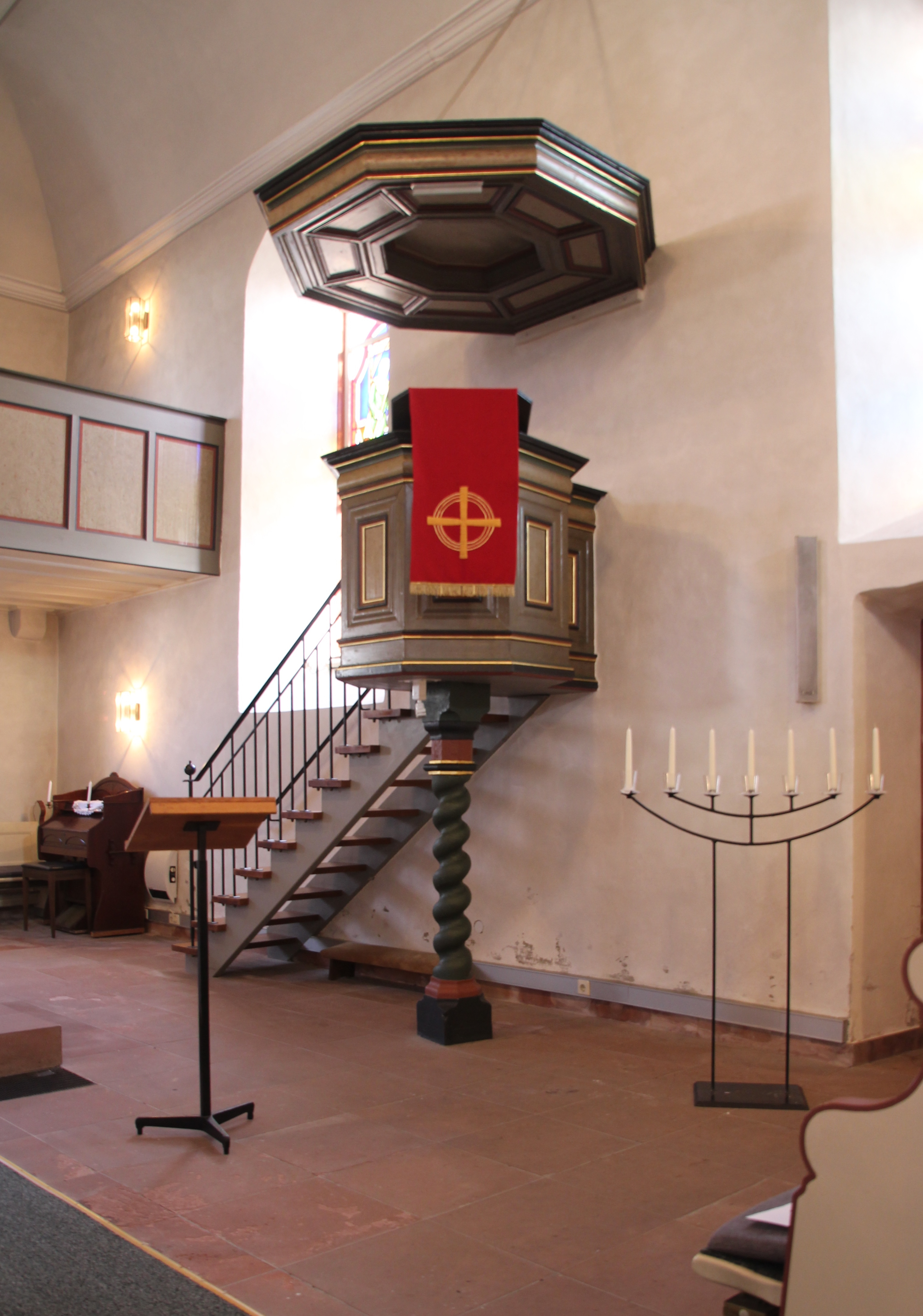
Kanzel

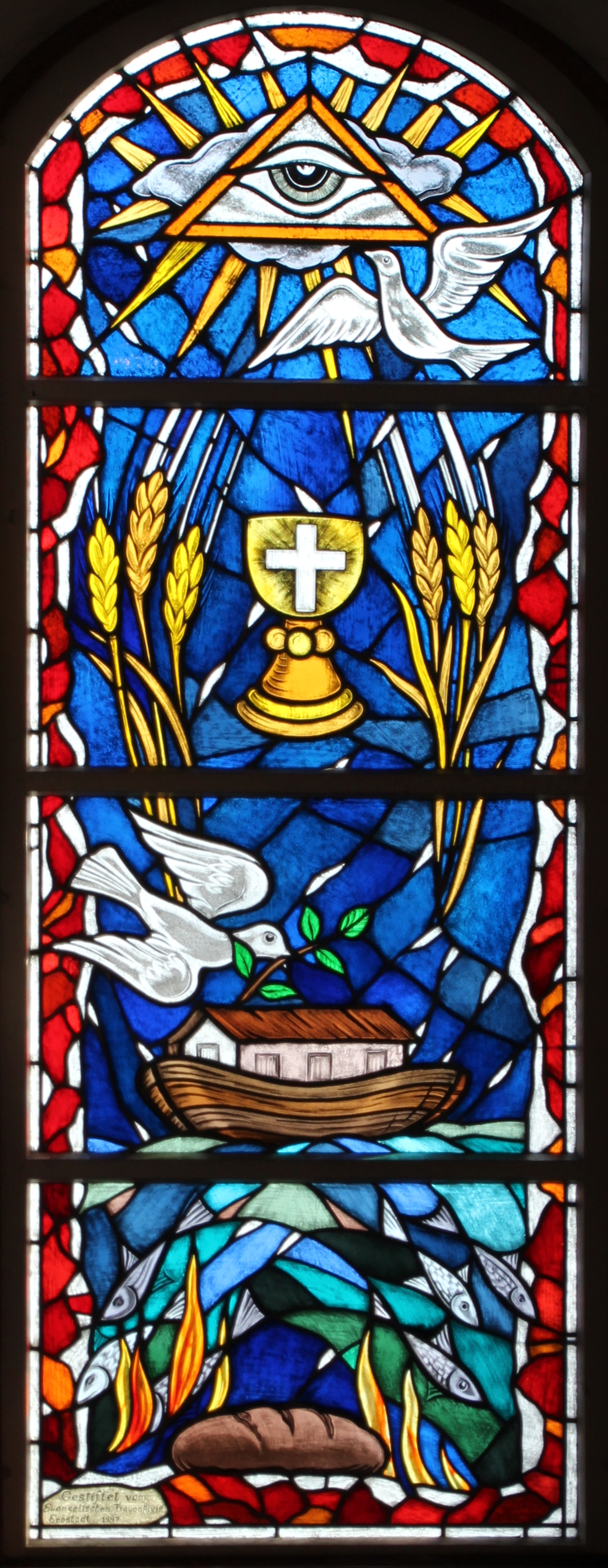
Mittleres Bleiglasfenster, 1997 gestiftet

Das asymmetrisch gestaltete Innere der Kirche ist entsprechend reformierter Tradition schlicht ausgestattet. Die Kirchenausstattung ist weitgehend bauzeitlich. Der Innenraum wird von einer stuckierten Spiegeldecke mit Voute und geometrischen Figuren abgeschlossen. Die Empore ist dreiseitig umlaufend und lässt die Südseite mit der Kanzel frei. Sie hat schlichte kassettierte Füllungen, die zart marmoriert bemalt sind, und ruht auf schlanken hölzernen Pfosten mit Basen und Kapitellen. Die Ostempore dient als Aufstellungsort für die Orgel. Der Fußboden ist mit Platten aus rotem Sandstein belegt.
Die Südfenster sind als Bleiglasfenster mit kräftigen Farben gestaltet. Das östliche Fenster zeigt die Heilige Familie im Stall von Bethlehem und das westliche Christus mit ausgebreiteten Armen auf einem Berg vor einer Menschengruppe stehend. Das Mittelfenster ist viergeteilt: unten fünf Fische und ein Brot, darüber die Arche Noah mit einer weißen Taube, dann ein Abendmahlskelch mit einem weißen Kreuz, flankiert von sechs Getreideähren, und im Bogenfeld das Auge der Vorsehung in einem Dreieck mit Strahlenkranz und einer weißen Taube.
Die polygonale hölzerne Kanzel in brauner Fassung mit flachem achteckigen, profilierten Schalldeckel steht auf einer schlanken gedrehten Säule mit viereckigem Fuß und Würfelkapitell. Die Kanzelfelder des Kanzelkorbs haben hochrechteckige kassettierte Füllungen, deren Profile ebenso wie die Kranzgesimse vergoldet sind. Die Füllungen werden von Wellenprofilen umschlossen.
Der moderne, schlichte Altar ist tischförmig aus drei Sandsteinplatten gestaltet und steht um eine Stufe erhöht auf einem Podest aus Sandstein. Das pokalförmige Taufbecken ist dazu passend ebenfalls aus rotem Sandstein gefertigt. Der alte hölzerne Altartisch hat gedrechselte Füße und steht heute zwischen den beiden Ostfenstern unter einem modernen Gemälde, das den Gekreuzigten in roten Farben zeigt.
Im Schiff lässt das schlichte hölzerne Kirchengestühl mit geschwungenen Wangen einen Mittelgang frei. Im Ostteil steht unter der Empore eine einzelne Bankreihe an der Wand.

## Orgel

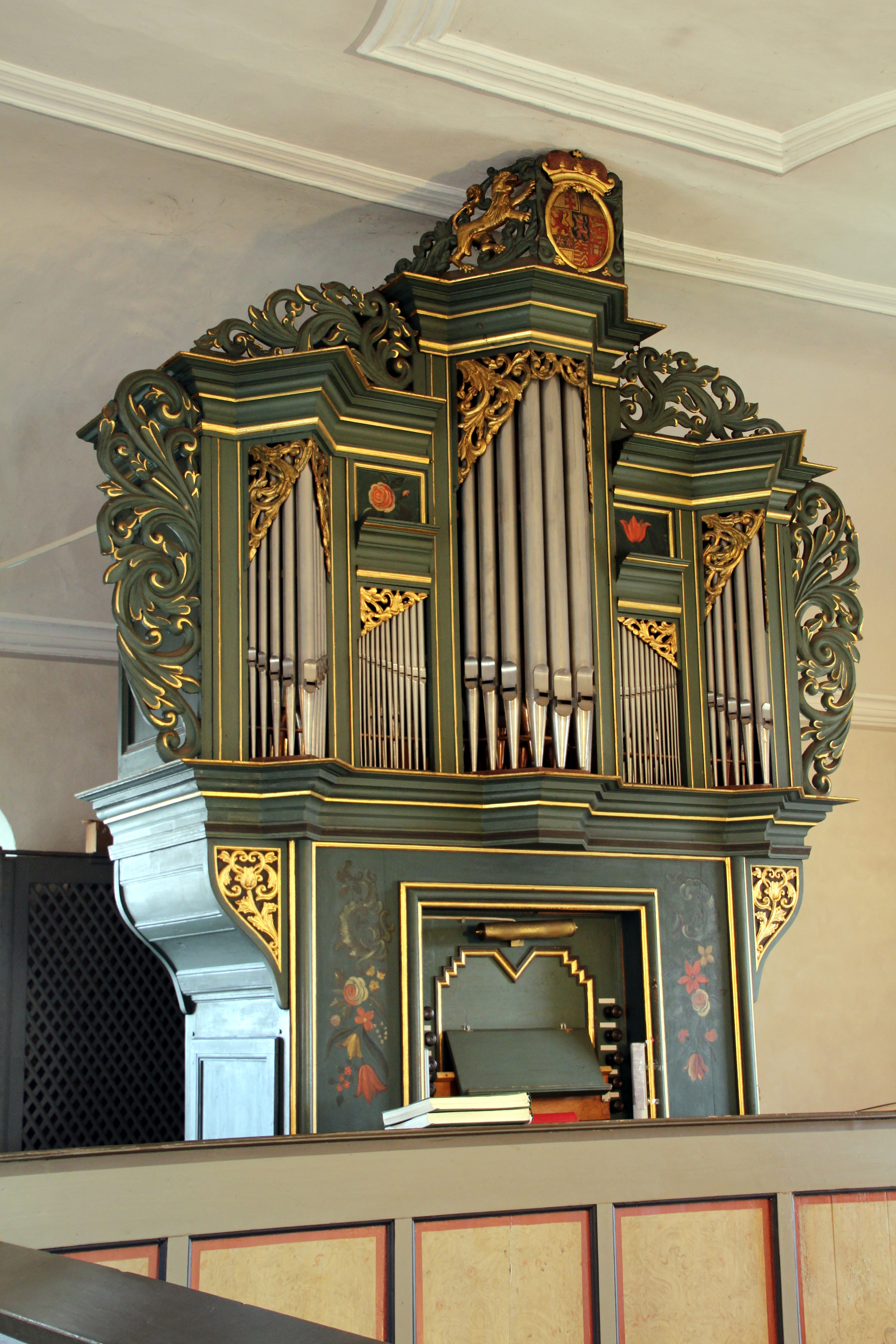
Orgel von 1775

Im Jahr 1775 baute Orgelbauer Johann Friedrich Dreuth eine neue Orgel, der die Orgel anschließend auch in Pflege hatte. Der fünfachsige Prospekt mit einem überhöhten, trapezförmigen Mittelturm und zwei kleinen seitlichen Spitztürmen basiert auf einem Prinzipal 4′. Flachfelder vermitteln zwischen den Türmen. Über dem Mittelturm ist in einem bekrönten Oval ein Wappen der Landgrafschaft Hessen-Kassel angebracht, das von zwei steigenden, vergoldeten Löwen gehalten wird. Über den niedrigen Pfeifenflachfeldern sind über einer Kämpferleiste zwei Felder angebracht, sodass das Kranzgesims in derselben Höhe mit den Spitztürmen abschließen kann. In dem linken Feld ist eine rote Rose, rechts eine rote Tulpe gemalt; das Untergehäuse seitlich des Spieltischs ist durch gemalte Blumengebinde verziert. Die Pfeifenfelder schließen nach oben mit vergoldeten durchbrochenen Schleierbrettern ab. Die Blindflügel an den Seiten und auf dem oberen Gesims bestehen aus durchbrochenem Rankenwerk. Von der Orgel sind neben dem Gehäuse sechs Register und der originale Spieltisch erhalten.
Das Instrument verfügt über zehn Register und weist folgende Disposition auf:
| I Hauptwerk C– |       |
| Bleigedackt    | 8′    |
| Rohrflöte      | 8′    |
| Principal      | 4′    |
| Gedackt        | 4′    |
| Nasat          | 2 ⁄3′ |
| Oktave         | 2′    |
| Gemsquinte     | 1 ⁄3′ |
| Mixtur         | 2′    |

| Pedal C–   |     |
| Subbass    | 16′ |
| Kontrabass | 8′  |

- Koppel: I/P